# Domenicus ver Wilt

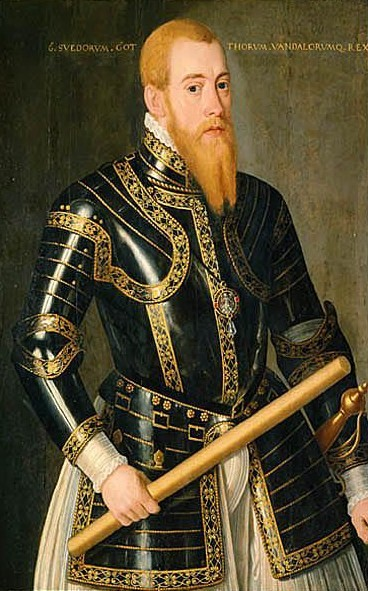
Eric XIV, cirka 1560

Domenicus ver Wilt (Dominicus, ver Wildt, Verwilt), var en flamländsk målare verksam vid hovet i Stockholm under 1550- och 1560-talen.
Ver Wilt omtalas som gift 1556. Han fick troligen sin utbildning i Antwerpen där han 1544 år nämnd som frimästare vid  målarnas Lukasgille i Antwerpen. Han var verksam där 1555 då han skrev in Huybrecht van Woensdrecht som lärling vid sin verkstad. Han kom till Stockholm 1556 i följe med sändebudet A. Rosenberg som övertalat honom att arbeta vid det svenska hovet. I november 1556 var han sysselsatt med att utföra kronprins Eriks och hans systrar Katarina och Cecilias abconterfachturer till vilka Dionysius Beurræus skulle skriva disticha och öffuerskriffter. Troligen följde han med kronprins Erik när denne slog sig ner på Kalmar slott 1558 för enligt slottsräkenskaperna fick han följande år ut livsmedel samt fem böcker papper i samband med sin lön. Han var inte bosatt på slottet utan höll sig med eget hus i staden och finns omnämnd i stadens handlingar 1560-1561.
Han har av flera forskare och konsthistoriker tillskrivits ett ännu bevarat kopparplåtsstick av Heinrich Aldegrever som återger en målning med Herkulesmotiv i ena fönsternischens valvhjässa i Kungsgemaket på Kalmar slott. Men då dessa målningar utfördes ovanpå stucken som man antar tillkommen på 1570-talet ligger det närmare till hands att anta att de utförts av Baptista van Uther som tillsammans med Holgert Hansson utförde omfattande måleriarbeten i Kungsgemaket 1585. Ver Wilts huvudsakliga uppgift var troligen att leverera förlagor för det guldväveri som fanns i Kalmar under kronprins Karl. Prinsen önskade bland annat en tapetsvit med ämnen ur de äldsta nordiska sagokungarnas historia och 1559 utlämnades lärft till Ver Wilt så att arbetet kunde påbörjas. Samma år utförde han en contrafej av kronprins Erik samt på kronprinsen uppmaning en resa till London för att utföra ett ärende. Efter dennes återflyttning till Stockholm och trontillträde 1560 fick Ver Wilt en privilegierad ställning bland hovets konstnärer. Under 1561 fick han en årslön om 1000 mark samt fri mat och fri bostad och blir därmed den högst avlönade konstnären vid hovet. En slottsrevisor har i marginalen i löneboken skrivit han beställer och gör int. skäll för thenne besoldningh m. mindr.hann arbetar stycke wärk. Ännu 1654 har han dock kvar sina förmåner förutom lönen, först 1565 ändras hans arvode till styckvis betalning. I en handling från 1561 stadgas det att han även skall ta emot elever och inte dölja några av sina yrkeskunskaper för dem men hans ende kända elev var en Jörienn malere som i Kalmar kallades Dominici mästersven. Hans namn förekommer upprepade gånger i bevarade handlingar från tiden och man kan läsa att Kung Erik 1651 befaller honom att brådskande utföra några förlagor till Claes pärlstickare. I samband med Erik XIV:s underhandlingar med Filip den ädelmodiga av Hessen 1563 besökte Ver Wilt det Hessiska hovet för att som kungens edsvurne målare avporträttera Filips dotter Kristina. I ett brev från  Erik XIV fick han i mars 1563 order om att han skyndsamt tillsammans Dominichus Molare och Chleophas Snidtker skulle uppföra några triumfbågar i Stockholm. Man vet att han i början av maj 1563 fick ersättning för 80 alnar guldväfarepatroner och från en arbetsräkning från 1564 framgår det att han mellan påsken 1653 och 24 januari 1564 utfört åtskilliga arbeten bland annat en kartong som skildrade kungarna Sveno respektive Magog. Följande år fick han ersättning för en större perspektivmålning målad på en träbakgrund. 1566 målade han porten vid Järntorget samt kungliga livréer och vapensköldar. Han omnämns sista gången 18 februari 1566 i Stockholm och det är troligt att han lämnade landet kort därefter. En trolig son Domenicus Verwilt omnämns under 1610-talet i Antwerpen. Det mesta av det Ver Wilt utförde i Sverige ha gått förlorat och helt säkert identifierade arbeten med signatur och beskrivning i arkivalierna nämnda arbeten är få förutom förlagor till prakttapeter och vävnader. Några av dessa förlagor återutgavs i Johannes Magnus storsvenska Historia de omnibus Gothorum Suconumque regibus och i början av 1560-talet vävdes fem av hans förlagor upp och skänktes som nyårsgåva till drottning Kristina 1564. De nu bevarade tapetvåderna som förvaras vid Husgerådskammaren härrör troligen från en senare vävd omgång. Det har inte varit möjligt att med säkerhet bestämma något enda bevarat 1500-talsporträtt utfört av Ver Wilt men sannolikheten talar för att han har utfört höftbilden som år målad på pannå av Erik XIV iklädd röd dräkt av spansk snitt daterad 1561 samt en denna mycket närstående höftbild av kungen som fältherre. Den första målningen an troligen vara utförd för någon av kungens giftermålsförhandlingar och den köptes till Nationalmuseum i Stockholm från Meiningen i Tyskland 1949. Närstående dessa båda Erik XIV-porträtt finns en liten bröstbild som saknar signering och datering men den betraktas som ett autentiskt Erik XIV-porträtt utfört av Ver Wilt, målningen framställer kungen i 25-årsåldern så den bör ha varit utförd under hans kronprinstid i Kalmar. Med viss sannolikhet har Ver Wilt även knutits till ett porträtt av Gustav Vasa som nu endast är känt genom en kopia av Cornelius Arendtz och en 1600-tals kopia på en höftbild av prinsessan Kristna på greveslottet Aurich i Ostfriesland. Under namnet Domenicus Verwilt finns han representerad vid Nationalmuseum